# Ramón Alberto Rolón Güepsa
Ramón Alberto Rolón Güepsa (Arboledas, 28 de fevereiro de 1959) é um clérigo católico romano colombiano e bispo de Chiquinquirá desde 2025.

## Biografia
Filho de Rito Julio Rolón e María Inés Güepsa, Ramón Alberto Rolón Güepsa completou seus estudos de filosofia e teologia no Seminário Maior Santo Tomás de Aquino da arquidiocese de Nueva Pamplona. Obteve a licenciatura em filosofia pela Pontifícia Universidade Gregoriana de Roma, a licenciatura em teologia pela Pontifícia Universidade Javeriana de Bogotá e a licenciatura em filosofia e ciências religiosas pela Universidade Santo Tomás de Aquino de Pamplona.
Foi ordenado sacerdote em 8 de dezembro de 1984, pelo Cardeal Mario Revollo Bravo em Arboledas, e incardinado na Arquidiocese de Nueva Pamplona. Após a ordenação, desempenhou os seguintes cargos pastorais: vigário paroquial de San Juan Bautista (1984-1986), administrador paroquial de Mitiscua (1986-1987), vice-reitor do Seminário Menor e delegado para a Pastoral Vocacional (1987-1988), diretor espiritual do Seminário Menor e formador do Seminário Maior (1990-1995), reitor do Seminário Maior (1996-2005), pároco de San Juan Bautista em Chinácota (2005-2009). Desde 2010, era Reitor do Seminário Maior Arquidiocesano de Santo Tomás de Aquino. Também foi membro do Colégio de Consultores e dos Conselhos Presbiterais e de Assuntos Econômicos da Arquidiocese de Nueva Pamplona.
Em 27 de outubro de 2012, o Papa Bento XVI o nomeou como Bispo da Diocese de Montería. Foi ordenado bispo em 1º de dezembro de 2012 pelo arcebispo Luis Madrid Merlano, na Catedral de Nueva Pamplona; os co-consagradores foram Jorge Enrique Jiménez Carvajal CIM, Arcebispo de Cartagena, e Ismael Rueda Sierra, Arcebispo de Bucaramanga. A inauguração ocorreu em 15 de dezembro de 2012.
De 7 de julho de 2018 a 24 de junho de 2020, foi Administrador Apostólico da diocese de Montelibano.
 

Em 6 de junho de 2025, o Papa Leão XIV o nomeou Bispo de Chiquinquirá.